# 最乖巧的殺人犯
《最乖巧的殺人犯》（英語：The Magnificent Bobita），是一部於2019年上映的家庭犯罪電影，由黃河、王真琳領銜主演，2019年8月30日於台灣上映。

## 演員列表

### 主要演員
| 演員姓名 | 角色名稱       | 介紹 |
| 黃河     | 林宗南（阿南） |      |
| 王真琳   | 草莓           |      |

### 其他演員
| 演員姓名 | 角色名稱 | 介紹                             |
| 王恩詠   | 林元宏   | 男主角的叔叔，喜愛賭博。         |
| 呂福祿   | 林春福   | 男主角的爺爺，患有失智症。       |
| 何瑷芸   | 秀美     | 男主角的媽媽，白天在魚市場賣魚。 |
| 方佳琳   | 叔叔女友 |                                  |

### 動畫配音
本電影動畫波比達為劇中原創角色。

日文指導：葛西健二
| 角色名稱 | 配音   | 介紹 |
| 波比達   | 李涵菲 |      |
| 卡爾     | 李涵菲 |      |
| 博士     | 張景祥 |      |
| 火斑蝙蝠 | 張景祥 |      |

## 獎項及提名
第56屆金馬獎
| 獎項         | 入圍者 | 結果 |
| ------------ | ------ | ---- |
| 最佳美術設計 | 賴勇坤 | 提名 |
| 最佳造型設計 | 高佳霖 | 提名 |

## 外部連結
- 最乖巧的殺人犯的Facebook專頁
- 互联网电影数据库（IMDb）上《最乖巧的殺人犯》的资料（英文）